# ناتالی اشنیدر
ناتالی اشنیدر (انگلیسی: Nathalie Schneyder؛ زادهٔ ۲۵ مه ۱۹۶۸) شناگر شنای موزون اهل ایالات متحده آمریکا بود.
وی در مسابقات کشوری و بین‌المللی در مجموع برندهٔ ۲ مدال طلا شده‌است.